# Sadaf Siddiqui
Sadaf Siddiqui (ur. 27 sierpnia 1985) – pakistańska lekkoatletka, sprinterka, olimpijka.
Reprezentowała Pakistan na igrzyskach olimpijskich 2008 w Pekinie w biegu na 100 metrów. W swoim biegu pierwszej rundy z czasem 12,41 s zajęła 7 miejsce i odpadła z dalszej rywalizacji.

## Rekordy życiowe
| Dystans            | Wynik (s) | Miejsce | Data             | Uwagi            |
| ------------------ | --------- | ------- | ---------------- | ---------------- |
| bieg na 100 metrów | 11,81     | Lahaur  | 22 kwietnia 2008 | rekord Pakistanu |
| bieg na 200 metrów | 24,36     | Lahaur  | 23 kwietnia 2008 | rekord Pakistanu |